# Innovació
La innovació consisteix en introduir novetats en quelcom. El terme innovació pot referir-se tant al resultat com a l'acció de crear aquest resultat. Pot consistir en canvis petits que augmenten les prestacions o capacitats (innovació incremental) o en canvis fonamentals (innovació radical). Segons el Manual d'Oslo, la innovació consisteix en implmentar productes nous o prou millorats, serveis, processos o formes d'organització. La innovació ha d'augmentar la productivitat i la satisfacció dels seus usuaris. És un element bàsic en el progrés econòmic i en la gestió empresarial.
Cal distingir la innovació de la invenció. Cal entendre la innovació com la suma d'idees que aporten valor i que finalment donen resultats.

## Definició
Els estudis de la literatura sobre innovació han trobat una varietat de definicions. El 2009, Baregheh et al. va trobar al voltant de 60 definicions en diferents articles científics, mentre que un sondeig del 2014 en va trobar més de 40. A partir de la seva enquesta, Baragheh et al. va intentar formular una definició multidisciplinària i va arribar al següent:
"La innovació és el procés de diverses etapes pel qual les organitzacions transformen idees en productes, serveis o processos nous/millorats, per tal d'avançar, competir i diferenciar-se amb èxit en el seu mercat."

En un estudi sobre com la indústria del programari considera la innovació, la següent definició donada per Crossan i Apaydin es va considerar la més completa. Crossan i Apaydin es van basar en la definició donada del Manual d'Oslo a l'Organització per a la Cooperació i el Desenvolupament Econòmic (OCDE):
| « | La innovació és producció o adopció, assimilació i explotació d'una novetat de valor afegit en els àmbits econòmic i social; renovació i ampliació de productes, serveis i mercats; desenvolupament de nous mètodes de producció; i l'establiment de nous sistemes de gestió. És alhora un procés i un resultat. | » |

El sociòleg nord-americà Everett Rogers, ho va definir de la següent manera:
"Una idea, pràctica o objecte que un individu o una altra unitat d'adopció perceben com a nous"
Segons Alan Altshuler i Robert D. Behn, la innovació inclou la invenció original i l'ús creatiu. Aquests autors defineixen la innovació com la generació, admissió i realització de noves idees, productes, serveis i processos.

Les dues dimensions principals de la innovació són el grau de novetat (és a dir, si una innovació és nova per a l'empresa, nova per al mercat, nova per a la indústria o nova per al món) i el tipus d'innovació (és a dir, si es tracta d'un procés) o innovació del sistema de producte-servei). Els investigadors organitzatius també han distingit la innovació per separat de la creativitat, proporcionant una definició actualitzada d'aquests dos constructes relacionats:
| « | La creativitat en el lloc de treball es refereix als processos cognitius i conductuals aplicats quan s'intenta generar idees noves. La innovació en el lloc de treball es refereix als processos aplicats quan s'intenta implementar noves idees. En concret, la innovació implica alguna combinació d'identificació de problemes/oportunitats, la introducció, adopció o modificació de noves idees relacionades amb les necessitats de l'organització, la promoció d'aquestes idees i la implementació pràctica d'aquestes idees. | » |

Peter Drucker va escriure:
| « | La innovació és la funció específica de l'emprenedoria, ja sigui en una empresa existent, una institució de servei públic o una nova empresa iniciada per una persona solitària a la cuina familiar. És el mitjà pel qual l'emprenedor crea nous recursos productors de riquesa o dota els recursos existents d'un potencial millorat per crear riquesa. | » |

### Creativitat i innovació
En general, la innovació es distingeix de la creativitat pel seu èmfasi en la implementació d'idees creatives en un entorn econòmic. Amabile i Pratt el 2016, a partir de la literatura, distingeixen entre la creativitat ("la producció d'idees noves i útils per part d'un individu o un petit grup d'individus que treballen junts") i la innovació ("la implementació amb èxit d'idees creatives dins d'una organització").

### Economia i innovació
El 1957 l'economista Robert Solow va poder demostrar que el creixement econòmic tenia dos components. El primer component es podria atribuir al creixement de la producció incloent el treball assalariat i el capital. Es va trobar que el segon component era la productivitat. Des d'aleshores, els historiadors econòmics han intentat explicar el procés d'innovació en si, en lloc d'assumir que les invencions tecnològiques i el progrés tecnològic donen lloc al creixement de la productivitat.

## Obstacles
Un dels obstacles a la innovació són les organitzacions que segueixen un sistema d'empènyer. L'alternativa organitzativa és el sistema de tirar, que consisteix en aprofitar els recursos externs a l'empresa.

## Creadors
Les innovacions les realitzen les empreses o emprenedors que busquen desenvolupar una nova solució com a plataforma d'un negoci. Les organitzacions innoven per tal d'obtenir algun tipus d'avantatge. Les empreses obtenen beneficis a través de les vendes del nou producte o servei, o la implantació del nou procés, o per la venda de llicències d'ús de la innovació. Els governs i organitzacions sense ànim de lucre, en canvi, cerquen aprofitar-se internament dels avantatges de productivitat o eficàcia obtinguts.
Darrerament s'està reconeixent el paper de l'usuari pioner. El client pioner és un usuari amb una necessitat sofisticada i uns coneixements tècnics avançats. Si els clients pioners no representen volums de mercat rellevants, tenen forts incentius a innovar, ja que no hi hauran empreses interessades en desenvolupar solucions apropiades per al seu problema.

## Gestió
Les organitzacions gestionen la innovació en disposar una sèrie d'elements i processos per a executar-la sistemàticament. La gestió de la innovació requereix l'organització i assignació de responsabilitat, autodiagnosi, estratègia i execució de projectes d'innovació.
L'estratègia d'innovació defineix l'àrea d'oportunitats en la que la direcció considera que s'han de concentrar els esforços i inversions en aquest terreny. L'organització consisteix en la definició de l'estructura organitzativa, funcions i relacions de les unitats que participen més estretament en el procés d'innovació. Típicament són les unitats de recerca i desenvolupament.
El procés d'innovació consta de tres fases: generació d'idees, desenvolupament i implementació. La innovació s'executa a través de projectes. Aquests han de ser gestionats convenientment a través d'una correcta planificació, execució, control i tancament. A més de gestionar els projectes individuals, les organitzacions han d'administrar el conjunt de projectes que realitzen i les seves interrelacions, per tal de maximitzar el valor d'aquests projectes i optimitzar els recursos dedicats.
El control de la innovació consisteix en el seguiment de l'efectivitat de l'esmentat procés per tal d'establir les accions de millora oportunes. Implica el seguiment d'inputs, outputs, elements de suport i el procés mateix.
Un dels tipus de projectes per a innovar són les competicions.

## Difusió

### Model de difusió de Rogers
La difusió de la innovació segueix sovint trajectòries en forma de "S". El model de difusió de Rogers relaciona el moment d'adopció de la innovació amb els valors dels seus adoptants. Aquest distingeix cinc grups en funció del moment de la innovació: els innovadors, els primers adoptadors, la primera majoria, la darrera majoria i els endarrerits.
Els innovadors són els que innoven. Poden existir llavors els primers adoptadors de les innovacions d'altres i que eventualment poden esdevenir un referent a imitar pels clients següents. El següent grup seria una possible primera majoria, que si el cicle té èxit podria precedir nous membres d'una darrera majoria, que espera que el producte sigui habitual. A aquesta segona majoria la pot seguir més tard un grup menor de nous usuaris, els darrers que adoptaran la innovació, a poc a poc i de manera poc massiva i molt personal o individualitzada. Queda el públic no interessat, que no adoptarà mai la innovació si no es veu obligat a fer-ho.

### Modelhype cyclede captura d'atenció de la demanda i no eficàcia de l'oferta
El hype cycle és un altre model, que diferencia dos factors que segueixen trajectòries diferents: l'interès públic i la usabilitat. Aquest esquema diu que, quan apareix una innovació, hi ha una explosió d'interès i d'atenció pública. Es dispara el nombre d'articles referint-se a ella, els anuncis o presentacions comercials que incorporen referències, etc. Això crea unes grans expectatives. En aquests moments, comença la seva adopció, però la innovació promesa és encara en una fase massa embrionària com per a donar realment la productivitat anunciada o per a encaixar de forma efectiva amb la resta de pràctiques empresarials. En no obtenir-se els resultats esperats i aparèixer altres novetats, en decau progressivament l'interès fins que s'aconsegueix refinar i integrar amb èxit amb la resta d'elements de negoci. Mentre que la gràfica de l'atenció tindria una pujada exponencial seguida d'una decepció progressiva, la usabilitat té una forma de S suavitzada.